# Šiljakovac
Šiljakovac (cyr. Шиљаковац) – wieś w Serbii, w mieście Belgrad, w gminie miejskiej Barajevo. W 2011 roku liczyła 632 mieszkańców.